# 福德島
福德島（英語：Ford Island）是南極洲的島嶼，位於威爾克斯地，處於奧康納島和克洛伊德島之間，屬於風車群島的一部分，長2公里，根據美國海軍拍攝空中照片繪入地圖，現時由南極條約體系管理。